# Neve Cedek

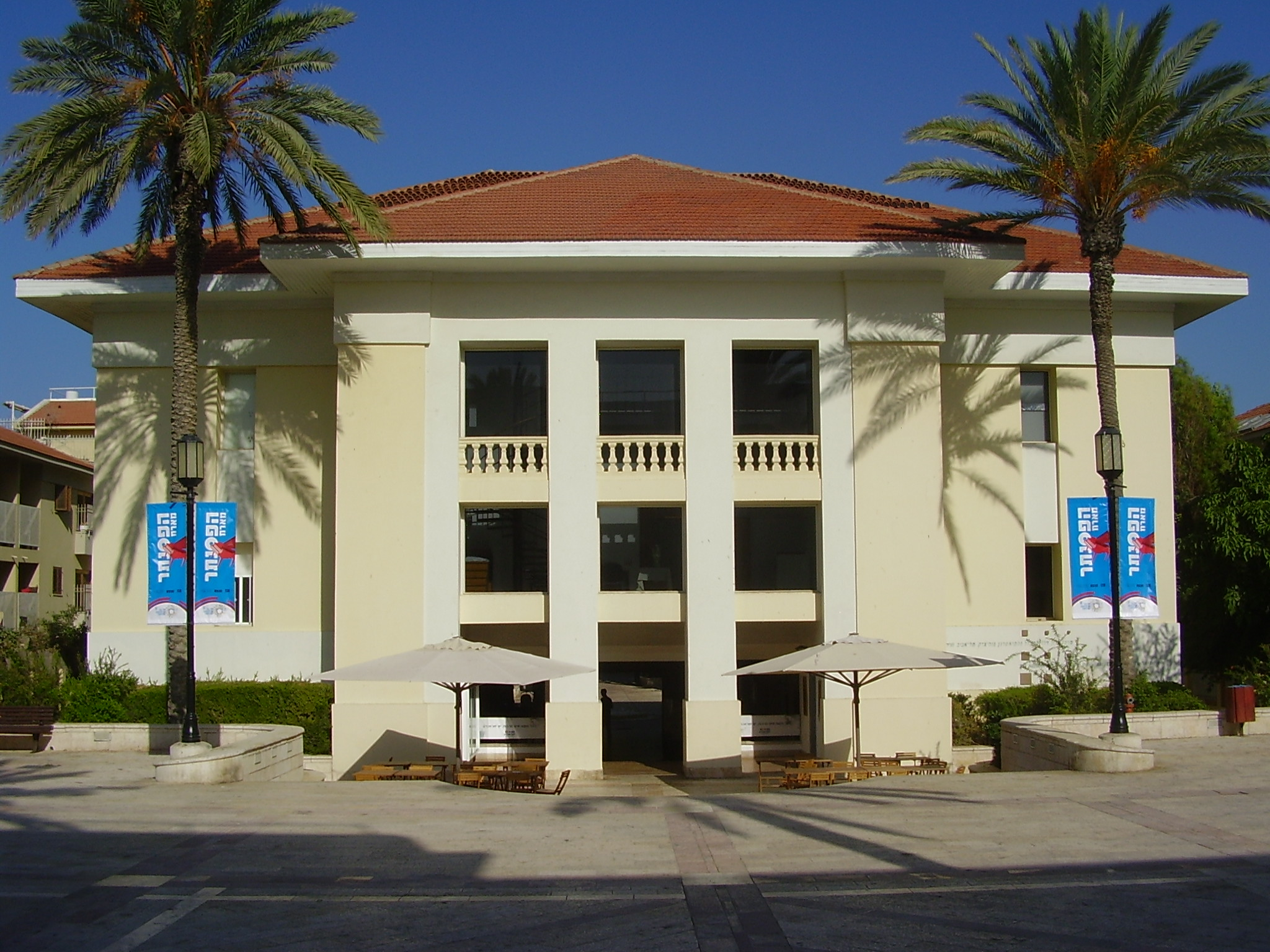
Zástavba v čtvrti Neve Cedek, budova Suzanne Dellal Center for Dance and Theater

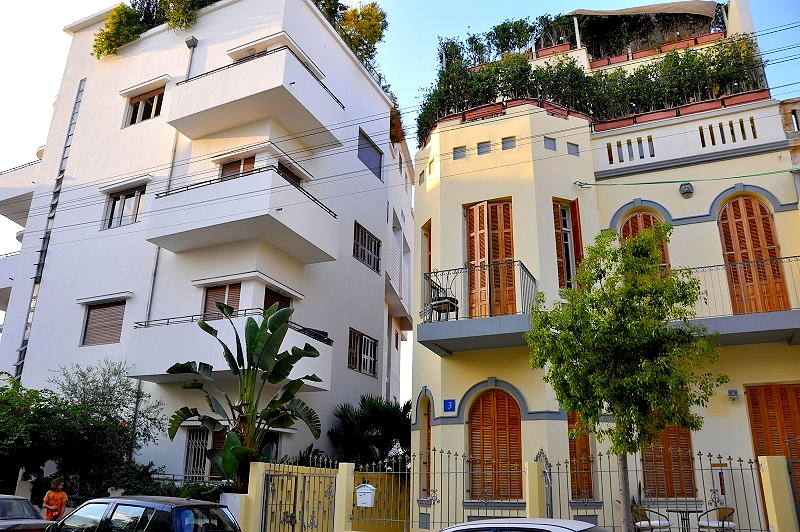
Zástavba ve čtvrti Neve Cedek

Neve Cedek (hebrejsky: נווה צדק, doslova Oáza spravedlnosti) je čtvrť v centrální části Tel Avivu v Izraeli. Je součástí správního obvodu Rova 5 a samosprávné jednotky Rova Lev ha-Ir.

## Geografie
Leží na jihozápadním okraji centrální části Tel Avivu, na pobřeží Středozemního moře, v nadmořské výšce okolo 10 metrů.

## Popis čtvrti
Čtvrť na severu a severovýchodě vymezuje ulice Ja'abec a Karmelit, na jihu třída Derech Jafo a Derech Ejlat, na východě ulice ha-Šachar a Herzl a na západě mořské pobřeží. Na jihozápad odtud začíná Jaffa. Zástavba má charakter husté městské výstavby s velkým podílem starých nízkých budov. Podél moře vyrůstají výškové hotelové a obytné rezidenční komplexy. Vlastní příbřežní pás ale historicky nepaří do čtvrti Neve Cedek nýbrž šlo o čtvrť Menašija, ve 2. polovině 20. století takřka zcela zbořenou. Nová architektura proniká ale i do vlastního Neve Cedek. Vyrostl tu například obytný mrakodrap Migdal Neve Cedek. Severní část čtvrtě tvoří samostatný urbanistický celek Šabazi. V roce 2007 žilo v Neve Cedek a Šabazi 3908 lidí.  Na západním okraji čtvrti stojí budova bývalé železniční stanice Jafo, nyní využitá pro rekreační účely.

## Funkcionalistická architektura
Ve 30. letech začala stavba telavivského Bílého Města, které je v současnosti na seznamu světových památek UNESCO. Nezanedbatelný vliv tu měli židovští architekti z Německa, Rakouska, ale i předválečného Československa, kteří přišli během páté aliji. Ti dokázali místním podmínkám přizpůsobit jak architektonický styl Bauhausu, tak i dalších škol, a vytvořili tak zřejmě největší soubor budov mezinárodního stylu na světě.